# Charikar (distrikt)
Charikar är ett distrikt i Afghanistan. Det ligger i provinsen Parwan, i den nordöstra delen av landet, 50 kilometer norr om huvudstaden Kabul. Administrativ huvudort är Charikar.
Distriktet beräknades år 2022 ha cirka 210 000 invånare.